# Половинкина, Юлия Иринарховна
Юлия Иринарховна Половинкина (3 [15] июля 1895, Санкт-Петербург — 29 января 1974, Ленинград) — русский советский геолог, доктор геолого-минералогических наук, профессор.

## Биография
Родилась 3 (15) июля 1895 года в городе Санкт-Петербург в семье магистра славянской филологии, педагога и директора ряда гимназий Иринарха Николаевича.
В 1913 году окончила гимназию, где проявила незаурядные способности к изучению иностранных языков.
В 1918 году окончила естественное отделение физико-математического факультета I Высшего Педагогического института в Петрограде.
Была 4 женщиной-геологом появившемся в стенах Геологического комитета, где работала с 1918 года.
Специалист по петрографии изверженных пород Украины, Сибири, Казахстана и Курской магнитной аномалии. Занималась геологией полезных ископаемых на Украине (Украинский щит).
В 1937—1960 годах участвовала в работе Международных геологических конгрессов (17—21 сессии).
Скончалась 29 января 1974 года в Ленинграде, похоронена на Волковском кладбище, Литераторские мостки. На могиле — стела с барельефным портретом скульптора А. В. Никольского.

## Семья
- Сёстры:
  - Мария (по мужу Лопырёва) (1894 — после 1967) — учитель географии, обществоведения и истории, завуч, кавалер ордена Ленина (1949).
  - Людмила (1901 — судьба пока неизвестна) — писатель, библиограф. Арестована 26 июля 1930 года (58-я статья), реабилитирована 30 июня 1989 года.
- Муж — Голубятников, Владимир Дмитриевич (1892—1955) — геолог-нефтяник.
- Сын — Дмитрий (1934—2012) — геолог.

## Награды
- Орден Ленина (награждена до 1956 года[уточнить])
- несколько медалей[уточнить]

## Членство в организациях
- 1941 — ВКП(б);
- Избиралась депутатом Ленсовета I и II созывов.